# Henuvodum
Henuvodum (em fon,henu-vodun), segundo o Candomblé Jeje, são voduns ligados a linhagens familiares particulares, das quais são considerados ancestrais míticos ou verdadeiros, chefiados por um tóhwyó, ou "patriarca". Algumas vezes escrito Henuvodun
Quase todo henuvodum é também um hunvé, e sua iniciação pode ser acompanhada de peregrinações aos locais onde a tradição aponta como sendo onde o vodun passou em vida, aos humpames e santuários que quase invariavelmente existem nestes locais. A quantidade de voduns desta categoria são muitos, mas cada um possui um número limitado de cultuadores e iniciados, que se limitam aos membros da linhagem. Os nènsuhwe, voduns da linhagem real de Abomei, são uma sub-categoria especial de henuvodum.</ref>
Pelo seu caráter muito especial, são poucos os henuvodum que chegaram à Diáspora. Na Casa das Minas em São Luís do Maranhão, se preservou o culto de vários nènsuhwe, e provavelmente o de Bosíkpón (Bossucó?), um atinmé-vodun tóhwyó da tribo dos ananuvi e dos akosuvi.